# Horsez 3: Šampionát o zlatý třmen
Horsez 3: Šampionát o zlatý třmen (ve francouzštině: Alexandra Ledermann 7 : Le Défi de l'Étrier d'or) je francouzská videohra od studia Lexis Numérique a vydavatele Ubisoft. Jedná se o sedmou hru z původní francouzské série her pojmenovaných po jezdkyni Alexandře Ledermannové. Pro český trh byla série vydávána pod názvem Horsez, Šampionát o zlatý třmen, je třetí z celkem pěti her vydaných pod tímto názvem.